# Morti il 14 novembre
| Questa pagina contiene informazioni ricavate automaticamente dalle voci biografiche con l'ausilio del template Bio e di un bot. L'aggiornamento è periodico e automatico e ricostruisce completamente la pagina. Se manca una persona in questa lista, sei pregato di non aggiungerla, ma accertati piuttosto che la sua voce biografica contenga il template Bio e che i dati anagrafici siano correttamente compilati. Se il template Bio manca, inseriscilo tu stesso o, in alternativa, metti l'avviso {{tmp\|Bio}} che ne segnala la mancanza. Se i dati riportati sono sbagliati, correggi direttamente la voce biografica; le modifiche saranno visibili in questa lista entro pochi giorni. Per chiarimenti vedi il progetto biografie. La lista contiene solo le 469 persone che sono citate nell'enciclopedia e per le quali è stato implementato correttamente il template Bio. Pagina aggiornata al 17 ago 2025. |

## VI secolo(1)
- 565 - Giustiniano I, imperatore bizantino (n. 482)

## VII secolo(1)
- 669 - Fujiwara no Kamatari, politico giapponese (n. 614)

## X secolo(2)
- 935 - Adalbert II di Salisburgo, arcivescovo tedesco
- 976 - Song Taizu, imperatore cinese (n. 927)

## XI secolo(1)
- 1060 - Goffredo II d'Angiò, conte (n. 1006)

## XII secolo(3)
- 1111 - Giovanni da Traù, vescovo dalmata
- 1170 - Giovanni da Tufara, italiano (n. 1084)
- 1180 - Lorenzo O'Toole, arcivescovo cattolico e santo irlandese (n. 1128)

## XIII secolo(2)
- 1240 - Serapione, religioso e santo inglese (n. 1179)
- 1263 - Aleksandr Nevskij, nobile, santo e militare russo (n. 1220)

## XIV secolo(7)
- 1312 - Ramberto Ramberti, condottiero e politico italiano
- 1328 - Ragibagh Khan, imperatore cinese (n. 1320)
- 1346 - Ostasio I da Polenta, nobile italiano
- 1359 - Gregorio Palamas, monaco cristiano e arcivescovo ortodosso bizantino (n. 1296)
- 1391 - Stefano da Cuneo, religioso, santo e francescano italiano
- 1391 - Nicola Tavelić, religioso croato
- 1398 - Andrzej Jastrzębiec, vescovo cattolico e diplomatico polacco

## XV secolo(3)
- 1432 - Anna di Borgogna, nobile francese (n. 1404)
- 1438 - Carlo II Malatesta, nobile e condottiero italiano
- 1447 - Detesalvo Lupi, condottiero italiano

## XVI secolo(11)
- 1511 - Giovanni Liccio, religioso italiano (n. 1426)
- 1516 - Antonio Maria Pallavicino, condottiero e politico italiano
- 1517 - Luigi III Gesualdo, nobile italiano (n. 1458)
- 1522 - Anna di Beaujeu, nobile (n. 1461)
- 1539 - Hugh Faringdon, abate inglese
- 1540 - Rosso Fiorentino, pittore italiano (n. 1494)
- 1556 - Giovanni Della Casa, letterato, scrittore e arcivescovo cattolico italiano (n. 1503)
- 1561 - Filippo III di Hanau-Münzenberg, tedesco (n. 1526)
- 1566 - Pier Francesco Ferrero, cardinale e vescovo cattolico italiano (n. 1510)
- 1568 - Francesco Abbondio Castiglioni, cardinale e vescovo cattolico italiano (n. 1523)
- 1587 - Annibale Cappello, presbitero italiano (n. 1540)

## XVII secolo(22)
- 1605 - Anna Maria di Anhalt, nobile tedesca (n. 1561)
- 1606 - Melchior Lussi, politico e condottiero svizzero (n. 1529)
- 1611 - Girolamo Razzi, scrittore e commediografo italiano (n. 1527)
- 1623 - Didier de La Cour, abate francese (n. 1550)
- 1624 - Costanzo Antegnati, compositore e organaro italiano (n. 1549)
- 1625 - Giulio Cesare Procaccini, pittore e scultore italiano (n. 1574)
- 1628 - Nicolas Trigault, gesuita, missionario e letterato belga (n. 1577)
- 1630 - Laura d'Este, nobildonna italiana (n. 1590)
- 1633 - William Ames, teologo e predicatore inglese (n. 1576)
- 1634 - Sofia di Holstein-Gottorp, duchessa (n. 1569)
- 1635 - Thomas Parr, inglese
- 1639 - Maurizio Centini, vescovo cattolico italiano
- 1643 - Henry Hastings, V conte di Huntingdon, nobile inglese (n. 1586)
- 1660 - Almerico d'Este, generale italiano (n. 1641)
- 1660 - Juan Manuel de Zúñiga, ufficiale spagnolo (n. 1622)
- 1673 - Mario de' Fiori, pittore italiano (n. 1603)
- 1674 - Giovanni Battista Ferrini, organista, clavicembalista e compositore italiano
- 1676 - Jacques Courtois, pittore francese (n. 1621)
- 1680 - Michał Kazimierz Radziwiłł, nobile e ufficiale polacco (n. 1625)
- 1687 - Nell Gwyn, attrice teatrale inglese (n. 1650)
- 1694 - Cristiano III Maurizio di Sassonia-Merseburg, duca (n. 1680)
- 1697 - Giuseppe Tricarico, compositore italiano (n. 1623)

## XVIII secolo(19)
- 1715 - Antonio Grassi, vescovo cattolico italiano (n. 1644)
- 1716 - Gottfried Wilhelm von Leibniz, filosofo, matematico e scienziato tedesco (n. 1646)
- 1724 - John Murray, I duca di Atholl, nobile, politico e ufficiale scozzese (n. 1660)
- 1734 - Marco Gradenigo, patriarca cattolico italiano (n. 1663)
- 1734 - Louise de Kérouaille, nobile (n. 1649)
- 1735 - Federico Guglielmo di Hohenzollern-Hechingen, principe (n. 1663)
- 1746 - Georg Wilhelm Steller, botanico, zoologo e medico tedesco (n. 1709)
- 1750 - Thomas Lee, politico e militare statunitense
- 1778 - Giovanni Antonio Ciantar, scrittore e storiografo maltese (n. 1696)
- 1780 - Durante Duranti, poeta italiano (n. 1718)
- 1788 - Giovanni Domenico Maraldi, astronomo italiano (n. 1709)
- 1793 - Caterina Dolfin, poetessa italiana (n. 1736)
- 1794 - Thomas Mudge, orologiaio inglese (n. 1715)
- 1795 - Louis Charles d'Hervilly, generale e nobile francese (n. 1756)
- 1796 - Fëdor Jur'evič Frejman, generale russo (n. 1725)
- 1796 - Francesco Orsini von Rosenberg, nobile, diplomatico e politico austriaco (n. 1723)
- 1797 - Ivan Ivanovič Šuvalov, mecenate russo (n. 1727)
- 1797 - Januarius Zick, pittore e architetto tedesco (n. 1730)
- 1800 - François Claude de Bouillé, generale francese (n. 1739)

## XIX secolo(65)
- 1804 - Aagje Deken, scrittrice olandese (n. 1741)
- 1804 - George Hobart, III conte di Buckinghamshire, politico inglese (n. 1731)
- 1805 - Ivan Petrovič Saltykov, generale russo (n. 1730)
- 1807 - Charles Grey, I conte Grey, generale e nobile britannico (n. 1729)
- 1812 - Gaetano Battaglia, militare e politico italiano
- 1812 - Francesco Daniele, filosofo, scrittore e letterato italiano (n. 1740)
- 1812 - Giuliano Traballesi, pittore e incisore italiano (n. 1727)
- 1813 - Antonio de Capmany y de Montpalau, filosofo, economista e storico spagnolo (n. 1742)
- 1813 - Jean-Pierre Houël, incisore, pittore e architetto francese (n. 1735)
- 1817 - Policarpa Salavarrieta, agente segreto colombiana (n. 1795)
- 1819 - William Samuel Johnson, politico statunitense (n. 1727)
- 1825 - Jean Paul, scrittore e pedagogista tedesco (n. 1763)
- 1829 - Maria Beatrice d'Este, duchessa (n. 1750)
- 1829 - Louis Nicolas Vauquelin, chimico e farmacista francese (n. 1763)
- 1831 - Georg Wilhelm Friedrich Hegel, filosofo, storico e giurista tedesco (n. 1770)
- 1831 - Ignace Pleyel, compositore e editore austriaco (n. 1757)
- 1832 - Charles Carroll, politico statunitense (n. 1737)
- 1832 - Rasmus Christian Rask, linguista e glottologo danese (n. 1787)
- 1838 - Giovanni Antonio Benvenuti, cardinale e vescovo cattolico italiano (n. 1765)
- 1838 - José Ferreira Borges, giurista e politico portoghese (n. 1786)
- 1841 - Thomas Bruce, VII conte di Elgin, nobile e diplomatico britannico (n. 1766)
- 1841 - John Kerr, VII marchese di Lothian, politico scozzese (n. 1794)
- 1844 - John Abercrombie, medico scozzese (n. 1781)
- 1844 - Flora Tristan, scrittrice francese (n. 1803)
- 1847 - Josef Jungmann, poeta e linguista ceco (n. 1773)
- 1849 - Alessandro di Hohenlohe-Waldenburg-Schillingsfürst, arcivescovo cattolico e abate tedesco (n. 1794)
- 1849 - Wilhelm Daniel Joseph Koch, medico e botanico tedesco (n. 1771)
- 1852 - Francesco Romani, medico italiano (n. 1785)
- 1854 - Otto Kohlrausch, chirurgo tedesco (n. 1811)
- 1859 - Thomas de Grey, II conte de Grey, politico e militare britannico (n. 1781)
- 1861 - Étienne-Théodore Cuenot, vescovo cattolico francese (n. 1802)
- 1866 - Michele del Portogallo, re portoghese (n. 1802)
- 1867 - Jacques Charles Brunet, bibliografo francese (n. 1780)
- 1869 - Alfred François Nettement, scrittore francese (n. 1805)
- 1870 - Henrik Nikolai Krøyer, zoologo e ittiologo danese (n. 1799)
- 1872 - Maria Merkert, religiosa tedesca (n. 1817)
- 1873 - Louis-Raphaël Bischoffsheim, banchiere tedesco (n. 1800)
- 1874 - Luigi Tonini, storico e bibliografo italiano (n. 1807)
- 1875 - Werner Munzinger, esploratore e diplomatico svizzero (n. 1832)
- 1876 - Vincenzo Luccardi, scultore italiano (n. 1808)
- 1878 - Giacomo Balbi Piovera, politico, agronomo e patriota italiano (n. 1800)
- 1879 - Alemayehu Teodoro, principe etiope (n. 1861)
- 1882 - Billy Claiborne, pistolero statunitense (n. 1860)
- 1883 - Lucien Olivier, cuoco russo (n. 1838)
- 1886 - Alexandre-Émile Béguyer de Chancourtois, geologo francese (n. 1820)
- 1886 - Teresa Gnoli, poetessa e educatrice italiana (n. 1833)
- 1886 - Mario Rizzari, docente, economista e politico italiano (n. 1817)
- 1887 - Luigi Torelli, politico italiano (n. 1810)
- 1887 - Albin von Vetsera, diplomatico e nobile ungherese (n. 1825)
- 1888 - Cosimo Giordano, brigante italiano (n. 1839)
- 1888 - Jan Van Beers, poeta belga (n. 1821)
- 1889 - Maria Teresa Scrilli, religiosa italiana (n. 1825)
- 1890 - Giuseppe Piroli, politico italiano (n. 1815)
- 1891 - Antonio Beretta, politico italiano (n. 1808)
- 1892 - Louis-Florent Gillet, religioso belga (n. 1813)
- 1892 - Secondo Polto, politico italiano (n. 1808)
- 1894 - Pietro Spangaro, militare, patriota e ufficiale italiano (n. 1813)
- 1895 - Giuseppe Partini, architetto italiano (n. 1842)
- 1897 - Jacinto María Cervera y Cervera, vescovo cattolico spagnolo (n. 1827)
- 1897 - Thomas W. Evans, dentista statunitense (n. 1823)
- 1897 - Giuseppina Strepponi, soprano italiano (n. 1815)
- 1898 - Giuseppe Briganti Bellini, politico italiano (n. 1826)
- 1898 - William Hickley Gross, arcivescovo cattolico statunitense (n. 1837)
- 1899 - Ferdinand Tiemann, chimico tedesco (n. 1848)
- 1899 - Zsófia Torma, archeologa, antropologa e paleontologa ungherese (n. 1832)

## XX secolo(232)
- 1901 - James Henry Mapleson, impresario teatrale britannico (n. 1830)
- 1903 - Claudio Leigheb, attore teatrale italiano (n. 1846)
- 1904 - Mario Mocenni, cardinale italiano (n. 1823)
- 1905 - Robert Whitehead, inventore, ingegnere e imprenditore britannico (n. 1823)
- 1908 - Arvède Barine, scrittrice, critica letteraria e storica francese (n. 1840)
- 1908 - Guangxu, imperatore cinese (n. 1871)
- 1908 - Aleksej Aleksandrovič Romanov, nobile russo (n. 1850)
- 1909 - Ramón Lorenzo Falcón, poliziotto, politico e militare argentino (n. 1855)
- 1909 - Angelo Montechiari, fantino italiano (n. 1875)
- 1909 - Giuseppe Spatz, imprenditore e politico tedesco (n. 1849)
- 1910 - Felix Ahrens, chimico tedesco (n. 1863)
- 1910 - Angelo Graffagni, politico italiano (n. 1840)
- 1910 - John La Farge, pittore e scrittore statunitense (n. 1835)
- 1911 - Wilhelm Jensen, scrittore tedesco (n. 1837)
- 1912 - Alfonso Capecelatro, cardinale e arcivescovo cattolico italiano (n. 1824)
- 1912 - Hilda Käkikoski, politica, scrittrice e docente finlandese (n. 1864)
- 1913 - Kıbrıslı Mehmed Kamil Pascià, politico ottomano (n. 1833)
- 1914 - Frederick Roberts, I conte Roberts, generale britannico (n. 1832)
- 1914 - Stellan Rye, regista e sceneggiatore danese (n. 1880)
- 1915 - Giuseppe De Gol, militare italiano (n. 1882)
- 1915 - Marie Clémence Richard, francese (n. 1830)
- 1915 - Booker T. Washington, educatore, scrittore e oratore statunitense (n. 1856)
- 1916 - Henry George Jr., politico statunitense (n. 1862)
- 1916 - Maurice Ordonneau, drammaturgo e compositore francese (n. 1854)
- 1918 - Maksim Alekseevič Antonovič, filosofo e giornalista russo (n. 1835)
- 1918 - George Francis Atkinson, botanico, micologo e aracnologo statunitense (n. 1854)
- 1918 - Seumas O'Kelly, scrittore, drammaturgo e giornalista irlandese
- 1918 - Robert Anderson Van Wyck, politico statunitense (n. 1849)
- 1919 - John Aitken, geofisico scozzese (n. 1839)
- 1919 - Billy Hughes, calciatore gallese (n. 1865)
- 1919 - Jean Résal, ingegnere francese (n. 1854)
- 1921 - Isabella del Brasile, principessa brasiliana (n. 1846)
- 1922 - Egidio De Maulo, pittore italiano (n. 1840)
- 1922 - Godfrey DeCourcelles Chevalier, militare e aviatore statunitense (n. 1889)
- 1922 - Stanislao Falchi, compositore italiano (n. 1851)
- 1922 - Carl Michael Ziehrer, compositore e direttore d'orchestra austriaco (n. 1843)
- 1923 - Ernesto Augusto di Hannover, nobile tedesco (n. 1845)
- 1924 - Ludo Moritz Hartmann, storico, politico e diplomatista austriaco (n. 1865)
- 1925 - Al W. Filson, attore statunitense (n. 1857)
- 1927 - Damaso Pio De Bono, vescovo cattolico italiano (n. 1850)
- 1928 - Carlo Zucchini, nobile e politico italiano (n. 1862)
- 1929 - George Alexander, giocatore di lacrosse britannico (n. 1886)
- 1929 - Charles Hose, zoologo, etnologo e diplomatico britannico (n. 1863)
- 1929 - Joe McGinnity, giocatore di baseball e allenatore di baseball statunitense (n. 1871)
- 1929 - Karl Scheurer, politico svizzero (n. 1872)
- 1930 - Giacomo Ferri, politico italiano (n. 1860)
- 1930 - Fawzi Maluf, poeta brasiliano (n. 1899)
- 1930 - Yang Kaihui, politica cinese (n. 1901)
- 1931 - Ludovico Coccapani, insegnante italiano (n. 1849)
- 1931 - Alfredo Coverlizza, calciatore italiano (n. 1901)
- 1931 - Eddie Mapp, armonicista statunitense
- 1931 - William Peyton, generale britannico (n. 1866)
- 1932 - Fred LeRoy Granville, direttore della fotografia e regista australiano (n. 1896)
- 1933 - Enrico Arlotta, politico italiano (n. 1851)
- 1934 - Mademoiselle Dudlay, attrice belga (n. 1858)
- 1935 - Moïse de Camondo, banchiere italiano (n. 1860)
- 1936 - Eugène Ferret, architetto francese (n. 1851)
- 1936 - Charles Miller, regista e attore statunitense (n. 1857)
- 1936 - Arrigo Protti, militare italiano (n. 1898)
- 1937 - Giovanni De Berardinis, matematico italiano (n. 1846)
- 1937 - Agostino Dodero, entomologo italiano (n. 1864)
- 1937 - Harald Stormoen, attore e regista teatrale norvegese (n. 1872)
- 1938 - Hans Christian Gram, medico, patologo e farmacologo danese (n. 1853)
- 1938 - William Lygon, VII conte Beauchamp, politico e nobile britannico (n. 1872)
- 1938 - Salvatore Poddighe, poeta italiano (n. 1871)
- 1938 - Camille Van Ronslé, missionario e vescovo cattolico belga (n. 1862)
- 1940 - Edmondo Buccarelli, militare e patriota italiano (n. 1914)
- 1940 - Eugenio Frate, militare italiano (n. 1915)
- 1940 - Pasquale Santilli, militare italiano (n. 1899)
- 1940 - Francesco Spinucci, militare italiano (n. 1915)
- 1940 - Ernesto Trevisi, militare e aviatore italiano (n. 1919)
- 1941 - William Pulteney, generale britannico (n. 1861)
- 1941 - Angelo Sommaruga, editore, scrittore e gallerista italiano (n. 1857)
- 1942 - Franco Mazzotti, pilota automobilistico, aviatore e nobile italiano (n. 1904)
- 1943 - Dionigi Tortora, militare e partigiano italiano (n. 1911)
- 1944 - Walter-Wilhelm Cramer, tedesco (n. 1886)
- 1944 - Cyrus Edwin Dallin, scultore e arciere statunitense (n. 1861)
- 1944 - Carl Flesch, violinista ungherese (n. 1873)
- 1944 - Paul Graener, compositore e direttore d'orchestra tedesco (n. 1872)
- 1944 - Trafford Leigh-Mallory, generale britannico (n. 1892)
- 1944 - Bernhard Letterhaus, sindacalista e politico tedesco (n. 1894)
- 1944 - Giuseppe Pesola, militare e aviatore italiano (n. 1915)
- 1946 - Manuel de Falla, compositore spagnolo (n. 1876)
- 1946 - May Sinclair, scrittrice, critica letteraria e attivista britannica (n. 1863)
- 1947 - Marie Belloc Lowndes, scrittrice britannica (n. 1868)
- 1947 - Giovanni Maria Visconti Venosta, diplomatico, politico e nobile italiano (n. 1887)
- 1949 - Jimmy Dunne, allenatore di calcio e calciatore irlandese (n. 1905)
- 1950 - Doodie Bloomfield, cestista canadese (n. 1918)
- 1950 - Emilio Parma, pittore italiano (n. 1874)
- 1950 - Quirino Perfetto, sindacalista e anarchico italiano (n. 1888)
- 1950 - Nils Regnell, nuotatore svedese (n. 1884)
- 1951 - Giuseppe Cecchetto, pittore e architetto italiano (n. 1876)
- 1951 - Ludovico Chigi Albani della Rovere, nobile, religioso e militare italiano (n. 1866)
- 1951 - Mario Mariani, scrittore, poeta e giornalista italiano (n. 1883)
- 1951 - Mario Zargani, musicista, violista e violinista italiano (n. 1895)
- 1953 - Aldo Graziati, direttore della fotografia italiano (n. 1905)
- 1954 - Ernst Sigismund Fischer, matematico austriaco (n. 1875)
- 1955 - Robert E. Sherwood, commediografo e sceneggiatore statunitense (n. 1896)
- 1956 - Giuseppe II di Alessandria, vescovo cristiano orientale egiziano (n. 1875)
- 1956 - Ture Persson, velocista svedese (n. 1892)
- 1956 - Elisabetta di Romania, principessa rumena (n. 1894)
- 1957 - Jay McLean, medico statunitense (n. 1890)
- 1957 - José Urfé, clarinettista e compositore cubano (n. 1879)
- 1957 - Lawrence C. Windom, regista statunitense (n. 1872)
- 1958 - Bart van der Leck, pittore olandese (n. 1876)
- 1960 - Anne Bonnet, pittrice belga (n. 1908)
- 1960 - Walter Catlett, attore statunitense (n. 1889)
- 1960 - Abdel Aziz Khalifa, pallanuotista e nuotatore egiziano (n. 1925)
- 1960 - Marcel Lequatre, ciclista su strada e pistard svizzero (n. 1882)
- 1960 - Karl Wegele, calciatore tedesco (n. 1887)
- 1960 - Elias Xitavhudzi, serial killer sudafricano
- 1961 - Karl Jansen, sollevatore tedesco (n. 1908)
- 1962 - Gaetano De Cicco, vescovo cattolico italiano (n. 1880)
- 1962 - Manuel Gálvez, scrittore, poeta e storico argentino (n. 1882)
- 1963 - Nils Hellsten, ginnasta svedese (n. 1885)
- 1963 - Frederick Kennedy, calciatore inglese (n. 1902)
- 1964 - Heinrich von Brentano, politico tedesco (n. 1904)
- 1964 - August Desch, ostacolista statunitense (n. 1898)
- 1964 - Cipriano Nunes dos Santos, calciatore portoghese (n. 1901)
- 1965 - Russell Collins, attore statunitense (n. 1897)
- 1965 - Dawn Powell, scrittrice statunitense (n. 1896)
- 1966 - Nikolaj Grigor'evič Ignatov, politico sovietico (n. 1901)
- 1966 - Gustavo Marzi, schermidore italiano (n. 1908)
- 1966 - Steingrímur Steinþórsson, politico islandese (n. 1883)
- 1966 - Zengo Yoshida, ammiraglio giapponese (n. 1885)
- 1967 - Martin Kohlroser, generale tedesco (n. 1905)
- 1968 - Samuel J. Briskin, produttore cinematografico russo (n. 1896)
- 1968 - Ramón Menéndez Pidal, filologo spagnolo (n. 1869)
- 1968 - Carlo Rovida, ciclista su strada italiano (n. 1905)
- 1969 - Giuseppe Babbi, politico e sindacalista italiano (n. 1893)
- 1970 - Lionello Groff, politico italiano (n. 1880)
- 1971 - Luciano Bianciardi, scrittore, giornalista e traduttore italiano (n. 1922)
- 1971 - Virgilio Chiesa, insegnante e storico svizzero (n. 1888)
- 1971 - Ferdinand Heim, generale tedesco (n. 1895)
- 1971 - Paul Klinger, attore e doppiatore tedesco (n. 1907)
- 1971 - Hanna Neumann, matematica tedesca (n. 1914)
- 1971 - Raffaele Pio Petrilli, politico italiano (n. 1892)
- 1971 - Giovanni Salvati, pilota automobilistico italiano (n. 1941)
- 1972 - Roger Furst, militare e aviatore francese (n. 1912)
- 1972 - Jurij Timofeevič Galanskov, scrittore, poeta e giornalista russo (n. 1939)
- 1972 - Luigi Vallone, politico italiano (n. 1907)
- 1973 - František Franěk, pallanuotista cecoslovacco (n. 1901)
- 1973 - František Sedláček, allenatore di calcio e calciatore cecoslovacco (n. 1898)
- 1974 - Pietro Frosini, ingegnere italiano (n. 1896)
- 1974 - Attilio Armando Lombardi, militare italiano (n. 1954)
- 1974 - Johnny Mack Brown, attore statunitense (n. 1904)
- 1974 - Hans Laurids Sørensen, ginnasta danese (n. 1901)
- 1975 - Harry Jacob Anslinger, funzionario e diplomatico statunitense (n. 1892)
- 1975 - Mario Federici, commediografo e poeta italiano (n. 1900)
- 1975 - Alessandro Gatta, politico italiano (n. 1899)
- 1975 - Pietro Riccio, politico italiano (n. 1921)
- 1975 - Harvey Sacks, sociologo e linguista statunitense (n. 1935)
- 1976 - Pasquale Parodi, allenatore di calcio e calciatore italiano (n. 1909)
- 1977 - Richard Addinsell, compositore britannico (n. 1904)
- 1977 - A.C. Bhaktivedanta Swami Prabhupada, missionario e scrittore indiano (n. 1896)
- 1978 - Sigismondo di Prussia, nobile tedesco (n. 1896)
- 1978 - Ugo Tarchi, architetto e storico dell'arte italiano (n. 1887)
- 1979 - Bernardo Loddo, virologo italiano (n. 1926)
- 1979 - Ugo Matania, artista, illustratore e giornalista italiano (n. 1888)
- 1980 - Nick Dennis, attore greco (n. 1904)
- 1980 - Harry Hardt, attore austriaco (n. 1899)
- 1980 - Johnny Horan, cestista statunitense (n. 1932)
- 1980 - Pierre Magne, ciclista su strada francese (n. 1906)
- 1982 - Pëtr Ionovič Jakir, storico sovietico (n. 1923)
- 1982 - Calogero Zucchetto, poliziotto italiano (n. 1955)
- 1983 - Mario Fazio, ciclista su strada italiano (n. 1919)
- 1983 - William Aloysius O'Connor, vescovo cattolico statunitense (n. 1903)
- 1983 - Odaba, illusionista, pittore e scultore italiano (n. 1909)
- 1983 - Bruno de Solages, presbitero francese (n. 1895)
- 1984 - Adhemar Canavesi, calciatore uruguaiano (n. 1903)
- 1984 - Keith Hudson, produttore discografico e cantante giamaicano (n. 1946)
- 1984 - Giuseppe Motta, politico, storico e saggista italiano (n. 1902)
- 1984 - Charlotte Oelschlägel, pattinatrice artistica su ghiaccio e attrice tedesca (n. 1898)
- 1985 - Dmitrij Konstantinovič Beljaev, genetista e zoologo sovietico (n. 1917)
- 1985 - Wellington Koo, politico e diplomatico cinese (n. 1887)
- 1986 - Sven Tito Achen, scrittore danese (n. 1922)
- 1986 - Erik Byléhn, mezzofondista e velocista svedese (n. 1898)
- 1986 - Ferdinand Daučík, calciatore e allenatore di calcio cecoslovacco (n. 1910)
- 1986 - Fumiko Enchi, scrittrice giapponese (n. 1905)
- 1986 - Giovanni Ghinazzi, aviatore italiano (n. 1915)
- 1987 - Andrea Cecotti, calciatore italiano (n. 1962)
- 1987 - Ann Christy, attrice statunitense (n. 1905)
- 1987 - Pieter Menten, criminale di guerra e imprenditore olandese (n. 1899)
- 1988 - Julia Caba Alba, attrice spagnola (n. 1902)
- 1988 - Giacomo Gaioni, pistard e ciclista su strada italiano (n. 1905)
- 1988 - Edward Lee, cestista cinese (n. 1923)
- 1988 - Mario Renosto, allenatore di calcio e calciatore italiano (n. 1929)
- 1989 - Rémi Laurent, attore francese (n. 1957)
- 1989 - Jimmy Murphy, calciatore e allenatore di calcio gallese (n. 1910)
- 1989 - Enzo Trapani, regista, sceneggiatore e scenografo italiano (n. 1922)
- 1990 - Sergio Brusa Pasquè, cestista e ingegnere italiano (n. 1923)
- 1990 - Horst Feistel, crittografo tedesco (n. 1915)
- 1990 - Italo Gamberini, architetto italiano (n. 1907)
- 1990 - Otto Kuchenbecker, cestista tedesco (n. 1907)
- 1990 - Roberto Mariano, attore italiano (n. 1969)
- 1990 - Malcolm Muggeridge, giornalista e scrittore britannico (n. 1903)
- 1990 - Adolf Rudnicki, scrittore polacco (n. 1912)
- 1990 - Leonid Zacharovič Trauberg, regista ucraino (n. 1902)
- 1991 - Tony Richardson, regista e produttore cinematografico inglese (n. 1928)
- 1992 - George Adams, sassofonista statunitense (n. 1940)
- 1992 - Clem Beauchamp, attore, regista e produttore cinematografico statunitense (n. 1898)
- 1992 - Dante Gianello, ciclista su strada, dirigente sportivo e giornalista italiano (n. 1912)
- 1992 - Ernst Happel, allenatore di calcio e calciatore austriaco (n. 1925)
- 1992 - Joop van Nellen, calciatore olandese (n. 1910)
- 1992 - Delphia Welford, supercentenaria statunitense (n. 1875)
- 1993 - András Béres, allenatore di calcio ungherese (n. 1924)
- 1993 - Fortunato Lamon, calciatore italiano (n. 1904)
- 1994 - Nicholas Bianco, mafioso statunitense (n. 1932)
- 1994 - Giulio Del Tredici, scrittore italiano (n. 1933)
- 1994 - Ferruccio Ghidini, calciatore e allenatore di calcio italiano (n. 1912)
- 1994 - Rino Guglielmo, pittore italiano (n. 1910)
- 1994 - Gerasim Dmitrievič Pileš, pittore, scultore e scrittore russo (n. 1913)
- 1994 - Francis Frederick Reh, vescovo cattolico statunitense (n. 1911)
- 1994 - Tom Villard, attore statunitense (n. 1953)
- 1995 - Jack Finney, autore di fantascienza statunitense (n. 1911)
- 1995 - Roberto Giovannini, politico italiano (n. 1918)
- 1995 - Les Horvath, giocatore di football americano statunitense (n. 1921)
- 1996 - Jacomina van den Berg, ginnasta olandese (n. 1909)
- 1996 - Joseph Bernardin, cardinale e arcivescovo cattolico statunitense (n. 1928)
- 1996 - Virginia Cherrill, attrice cinematografica statunitense (n. 1908)
- 1996 - Giuliano Giuliani, calciatore italiano (n. 1958)
- 1996 - Nodar Gvakharia, pallanuotista sovietico (n. 1932)
- 1997 - Alba de Céspedes, scrittrice, poetessa e partigiana italiana (n. 1911)
- 1998 - Danilo Belardinelli, violinista e direttore d'orchestra italiano (n. 1915)
- 1998 - Rachel Holzer, attrice e regista teatrale australiana (n. 1899)
- 1999 - Antonio Bodrero, poeta e politico italiano (n. 1921)
- 1999 - Giorgio Bordini, fumettista italiano (n. 1927)
- 1999 - Orazio Costa, regista teatrale, direttore artistico e insegnante italiano (n. 1911)
- 1999 - Bert Jacobs, allenatore di calcio olandese (n. 1941)
- 1999 - Angelo Zanolli, attore italiano (n. 1936)
- 2000 - Bob Kitterman, cestista statunitense (n. 1923)
- 2000 - Pietro Rimoldi, ciclista su strada italiano (n. 1911)

## XXI secolo(100)
- 2001 - Charlotte Coleman, attrice britannica (n. 1968)
- 2001 - Juan Carlos Lorenzo, calciatore e allenatore di calcio argentino (n. 1922)
- 2001 - Enrico Mantero, storico dell'architettura italiano (n. 1934)
- 2002 - Spartaco Beragnoli, politico italiano (n. 1920)
- 2002 - Eddie Bracken, attore statunitense (n. 1915)
- 2002 - Gedong Bagus Oka, filosofa indonesiana (n. 1921)
- 2003 - Gene Anthony Ray, attore e ballerino statunitense (n. 1962)
- 2004 - Michel Colombier, compositore francese (n. 1939)
- 2004 - Giacomo DiNorscio, mafioso statunitense (n. 1940)
- 2004 - Mario Scarpetta, attore italiano (n. 1953)
- 2004 - Ernst Tiburzy, militare tedesco (n. 1911)
- 2005 - Svein Bergersen, calciatore norvegese (n. 1930)
- 2005 - Attilio Mellone, francescano, religioso e letterato italiano (n. 1917)
- 2005 - Erich Schanko, calciatore tedesco (n. 1919)
- 2006 - Rodolfo Bellini, pilota automobilistico italiano (n. 1939)
- 2006 - Gustave Choquet, matematico francese (n. 1915)
- 2006 - Horst Franke, calciatore tedesco orientale (n. 1929)
- 2006 - John Hallam, attore britannico (n. 1941)
- 2006 - Ferdinand Marschall, arbitro di calcio austriaco (n. 1924)
- 2007 - Silvio Bedini, storico statunitense (n. 1917)
- 2007 - Mauro Bortolotti, compositore italiano (n. 1926)
- 2007 - Peter Hartmann, scultore svizzero (n. 1921)
- 2007 - Jean Jadot, calciatore belga (n. 1928)
- 2007 - David Oppenheim, clarinettista statunitense (n. 1922)
- 2007 - Władysław Szuzkiewicz, canoista polacco (n. 1938)
- 2008 - Christel Goltz, soprano tedesco (n. 1912)
- 2008 - Cvetanka Hristova, discobola bulgara (n. 1962)
- 2008 - Norbert Schmelzer, politico e imprenditore olandese (n. 1921)
- 2009 - Nikolaj Anikin, fondista sovietico (n. 1932)
- 2009 - Luigi Piacenza, botanico italiano (n. 1935)
- 2010 - Eugenio Galiussi, ciclista su strada italiano (n. 1915)
- 2011 - Alan F. Alford, scrittore e egittologo britannico (n. 1961)
- 2011 - Franz Josef Degenhardt, cantautore e scrittore tedesco (n. 1931)
- 2011 - Roque Fernández, calciatore uruguaiano
- 2011 - Rosella Ottone, politica italiana (n. 1948)
- 2011 - Tommy Rich, cestista statunitense (n. 1916)
- 2012 - Alex Alves, calciatore brasiliano (n. 1974)
- 2012 - Norman N. Greenwood, chimico australiano (n. 1925)
- 2012 - Luiz Eugênio Perez, vescovo cattolico brasiliano (n. 1928)
- 2012 - Gabriella Poli, giornalista italiana (n. 1920)
- 2012 - Ahmad al-Ja'bari, militare palestinese (n. 1960)
- 2013 - Andrea Bianchi, regista italiano (n. 1925)
- 2013 - Jorge Oyarbide, calciatore uruguaiano (n. 1944)
- 2014 - Evgenij Borisovič Dynkin, matematico russo (n. 1924)
- 2014 - Rudolf Halin, matematico tedesco (n. 1934)
- 2014 - Kjell Hvidsand, calciatore norvegese (n. 1941)
- 2014 - Glen A. Larson, autore televisivo e produttore televisivo statunitense (n. 1937)
- 2014 - Marco Sofianopulo, compositore e direttore d'orchestra italiano (n. 1952)
- 2015 - Nick Bockwinkel, wrestler e attore statunitense (n. 1934)
- 2015 - Carlos Martínez II, calciatore uruguaiano (n. 1940)
- 2015 - Warren Mitchell, attore britannico (n. 1926)
- 2015 - Foued Mohamed-Aggad, terrorista francese (n. 1992)
- 2015 - Ismaël Omar Mostefaï, terrorista francese (n. 1985)
- 2016 - Vladimir Belov, pallamanista russo (n. 1958)
- 2016 - Holly Dunn, cantante statunitense (n. 1957)
- 2016 - Saverio Ferina, presbitero e letterato italiano (n. 1925)
- 2016 - David Mancuso, disc jockey statunitense (n. 1944)
- 2016 - Antonio Marangi, calciatore italiano (n. 1938)
- 2016 - Gardnar Mulloy, tennista e allenatore di tennis statunitense (n. 1913)
- 2017 - Ruth Bondy, scrittrice, giornalista e traduttrice ceca (n. 1923)
- 2017 - Doug Jones, pugile statunitense (n. 1937)
- 2017 - Jean-Pierre Schmitz, ciclista su strada e ciclocrossista lussemburghese (n. 1932)
- 2017 - Shyama, attrice indiana (n. 1935)
- 2017 - Nikola Stojanović, giocatore di football americano serbo (n. 1988)
- 2017 - Delfina Vezzoli, traduttrice italiana (n. 1944)
- 2018 - James V. Hansen, politico statunitense (n. 1932)
- 2018 - Rolf Hoppe, attore tedesco (n. 1930)
- 2018 - Giulia Lanciani, saggista e traduttrice italiana (n. 1935)
- 2018 - Antonio Marcolini, calciatore e allenatore di calcio italiano (n. 1950)
- 2018 - Francisco Molina, calciatore spagnolo (n. 1930)
- 2018 - Fernando del Paso, scrittore, saggista e poeta messicano (n. 1935)
- 2018 - Alice Psacaropulo, insegnante, pittrice e collezionista d'arte italiana (n. 1921)
- 2019 - Maria Baxa, attrice jugoslava (n. 1946)
- 2019 - Anthony Grundy, cestista statunitense (n. 1979)
- 2019 - Branko Lustig, produttore cinematografico croato (n. 1932)
- 2019 - Juan Octavio Prenz, scrittore, poeta e filologo argentino (n. 1932)
- 2019 - Ray Smee, pallanuotista australiano (n. 1930)
- 2020 - Armen Borisovič Džigarchanjan, attore russo (n. 1935)
- 2020 - Hasan Muratović, politico e diplomatico bosniaco (n. 1940)
- 2020 - Des O'Connor, showman e cantante britannico (n. 1932)
- 2020 - Eugenia Ratti, soprano italiano (n. 1933)
- 2020 - Kay Wiestål, allenatore di calcio e calciatore svedese (n. 1940)
- 2021 - Etel Adnan, saggista e poetessa libanese (n. 1925)
- 2021 - Bertie Auld, calciatore e allenatore di calcio scozzese (n. 1938)
- 2021 - Heath Freeman, attore statunitense (n. 1980)
- 2021 - Luis Köster, cestista uruguaiano (n. 1942)
- 2021 - Antonio Molinini, compositore, polistrumentista e arrangiatore italiano (n. 1981)
- 2021 - Virginio Pizzali, pistard e ciclista su strada italiano (n. 1934)
- 2021 - Jesús Renteria, calciatore spagnolo (n. 1934)
- 2022 - Umberto Giovine, politico e giornalista italiano (n. 1941)
- 2022 - Johanna Lüttge, pesista tedesca (n. 1936)
- 2022 - Cesare Trinchieri, arbitro di calcio italiano (n. 1934)
- 2022 - Jaap van der Veen, cestista olandese (n. 1923)
- 2022 - Kiyoyuki Yanada, doppiatore giapponese (n. 1965)
- 2023 - Angela Maria Bottari, politica italiana (n. 1945)
- 2023 - Subrata Roy, imprenditore e politico indiano (n. 1948)
- 2023 - Libero Sosio, traduttore e storico della filosofia italiano (n. 1935)
- 2024 - Alberto Monaci, politico italiano (n. 1941)
- 2024 - Umberto Regina, filosofo e storico della filosofia italiano (n. 1937)
- 2024 - Peter Sinfield, paroliere, musicista e produttore discografico britannico (n. 1943)